# Gyilkostó
Gyilkostó (románul: Lacu Roșu) üdülőtelepülés Romániában, Hargita megyében.

## Fekvése
Klimatikus üdülőhely közigazgatási központjától, Gyergyószentmiklóstól 28 km-re keletre, a Békás-patak völgyében, a Kis-, a Nagycohárd és a Gyilkoskő között.

## Nevezetességek
Nevezetessége a Gyilkos-tó, melyből még ma is kiállnak a völgy elöntött fenyőcsonkjai. Neve a felette emelkedő Gyilkos-hegy nevéből való, amely talán egy egykori gyilkosságra utal, de utalhat a hegyre vezető ösvények veszélyes voltára is. Román neve Lacu Roșu (jelentése Vörös-tó, Vereskő-tó) onnan ered, hogy a Vereskő-patak vasokkeres hordaléka sokszor rozsdavörösre színezi a tó vízét. A tó 1837-ben hegycsuszamlással keletkezett, amikor a sziklaomlás elzárta a Békás- és a Vereskő-patak útját. A tó 983 m magasan fekszik, legnagyobb mélysége 11 m. A tó a Kárpátok egyik legfestőibb tava, melyet 1000 m feletti sziklacsúcsok öveznek.